# نجد العتيبي
نجد فهد العتيبي (مواليد 2 أكتوبر 2005) هي لاعبة كرة قدم سعودية تلعب في مركز الوسط لنادي الرياض في دوري الدرجة الأولى السعودي للسيدات.

## المسيرة الكروية
في مارس 2023، تم اختيار العتيبي ضمن أفضل 11 لاعبة من دوري المدارس المعروف باسم (دوري مدارس) للمشاركة في معسكر تدريبي أقيم في برشلونة.
لعبت العتيبي مع القادسية في الدوري السعودي الممتاز للسيدات 2023–24.
في أغسطس 2024، انتقلت العتيبي إلى الرياض للمشاركة في دوري الدرجة الأولى السعودي للسيدات 2024–25.

## الحياة الشخصية
شقيقتها، مجد العتيبي، تلعب كرة القدم في الدوري السعودي الممتاز للسيدات وتمثل المنتخب السعودي للسيدات.